# Natalia Meta
Natalia Meta ist eine argentinische Filmregisseurin und Drehbuchautorin.

## Leben
Natalia Meta studierte Philosophie an der Universität von Buenos Aires. 2006 gründete sie gemeinsam mit Luis Chitarroni und Diego D’Onofrio den Verlag La Bestia Equilátera (dt.: „Das gleichseitige Tier“). Meta und D’Onofrio war aufgefallen, dass Romane der schottischen Autorin Muriel Spark in argentinischen Buchhandlungen über mehrere Jahre vergriffen waren. Daraufhin entschlossen sie sich die Romane selbst wiederaufzulegen. 2008 erschienen daraufhin mit Los encubridores und Memento Mori zwei spanischen Übersetzungen von Sparks Romanen. Unter Chitarroni als Redaktionsleiter, der früher Herausgeber von Random House Mondadori Argentina war, entwickelte sich La Bestia Equilátera zum anerkannten unabhängigen Verlag in Argentinien mit weiteren Veröffentlichungen von Werken Sparks, sowie von Roberto Bazlen, Alfred Hayes, David Markson, Kurt Vonneguts oder Virginia Woolf.
Als Regisseurin trat Meta erstmals 2014 mit dem Spielfilm Mord in Buenos Aires in Erscheinung, bei dem sie auch das Drehbuch mitverfasste. Der Kriminalfilm spielt in den 1980er-Jahren in Buenos Aires und stellt einen Polizeiinspektor (dargestellt von Demián Bichir) in den Mittelpunkt, der einen Mord im Homosexuellen-Milieu der Reichen und Schönen aufzuklären hat. Dafür schleust er als Lockmittel einen jungen Kollegen (Chino Darín) in die Szene, der den Familienvater selbst bald über seine sexuelle Orientierung in Zweifel bringt. Mord in Buenos Aires war mit 500.000 Zuschauern Erfolg in den heimischen Kinos beschieden und brachte Meta eine Nominierung für den Preis der Argentinischen Filmakademie für den besten Debütfilm ein. In Deutschland sprach der film-dienst dagegen in einer Kurzkritik von einem glatten, „spannungsarmen Krimi“ und beanstandete die im Film vorkommenden „kitschigen Gesangseinlagen“.
2020 erhielt Meta für ihren zweiten Spielfilm The Intruder, inszeniert nach einem Roman von C. E. Feiling, eine Einladung in den Wettbewerb der 70. Internationalen Filmfestspiele Berlin. Die als „psycho-sexueller fantastischer Thriller“ beworbene Kinoproduktion handelt von einer Frau (dargestellt von Érica Rivas), die nach einem persönlichen Schicksalsschlag zunehmend in einen paranoiden Zustand abdriftet.

## Filmografie
- 2014: Mord in Buenos Aires (Muerte en Buenos Aires)
- 2020: The Intruder (El prófugo)